# Тилтонсвил (Охајо)
Тилтонсвил (енгл. Tiltonsville) град је у америчкој савезној држави Охајо.

## Демографија
По попису из 2010. године број становника је 1.372, што је 43 (3,2%) становника више него 2000. године.
| Група             | 2000.         | 2010.         |
| Белци             | 1.313 (98,8%) | 1.334 (97,2%) |
| Афроамериканци    | 0 (0,0%)      | 8 (0,6%)      |
| Азијати           | 0 (0,0%)      | 1 (0,1%)      |
| Хиспаноамериканци | 4 (0,3%)      | 10 (0,7%)     |
| Укупно            | 1.329         | 1.372         |